# Paul Kunz
 (août 2020).
Si vous disposez d'ouvrages ou d'articles de référence ou si vous connaissez des sites web de qualité traitant du thème abordé ici, merci de compléter l'article en donnant les références utiles à sa vérifiabilité et en les liant à la section « Notes et références ».
Pour les articles homonymes, voir Kunz.
Paul Kunz est un physicien américain qui travaille au sein de l'accélérateur de particules (SLAC) de l'université Stanford en Californie.
C'est aussi un informaticien qui est connu pour avoir installé la première application aux États-Unis de ce qui deviendra le World Wide Web sur internet. 
Lors d'un voyage à Genève, il rencontre, au CERN, Tim Berners-Lee qui a mis au point les procédures nécessaires et inventé le concept du web. De retour à Stanford, il ouvre le 12 décembre 1991 le premier serveur web sur le territoire américain. Il ne s'agit encore que d'une page composée de trois lignes de texte, d'une adresse de courriel et d'un lien vers une base de données, mais la date est historique et récompense les efforts de Paul Kunz et ses collaborateurs, Louise Addis et Terry Hung.
Il est aussi l'initiateur de l'implémentation NeXTstep des cadres et a l'idée de l'objcX dans le développement de la free/open source GNU.